# Zona reservada Algarrobal El Moro
La zona reservada Algarrobal El Moro es un bosque natural peruano considerado área protegida y ubicado en el distrito de Chepén, provincia de Chepén, departamento de La Libertad. Tiene una superficie de 320,69 hectáreas y fue constituida el 13 de enero de 1995 por decreto supremo n.° 02-95-AG con el objetivo de proteger el bosque de algarrobo y la fauna silvestre que ahí vive, así como preservar los sitios arqueológicos de las culturas Moche y Chimú. En la parte baja de la cuenca del río Jequetepeque se ha encontrado el centro ceremonial Moche más importante de distrito.

### Flora y fauna
En la reserva predominan los árboles de algarrobo y también se pueden encontrar diferentes especies de vegetales utilizados por los pobladores así como plantas medicinales. También se encuentran especies de mamíferos como el zorro costeño, el zorrino, la ardilla de nuca blanca y el venado costeño. También quince especies de aves como el carpintero, el gallinazo, la cuculí, entre otros. Entre los reptiles se encuentran cinco especies, entre ellos el más representativo es la lagartija o cañán, el cual vive en huecos cavados alrededor del árbol del algarrobo cuyo fruto se constituye en su principal alimento. - URL usurped by p*rn